# Glycinopsis
Glycinopsis là một chi thực vật có hoa trong họ Đậu.